# 陳守煌
陳守煌（1952年—），臺灣彰化縣埔鹽鄉人，臺中師範專科學校畢業，文化大學法學碩士，國立台灣海洋大學海洋法律研究所博士，司法官訓練所十三期結業，曾任臺北地檢署主任檢察官、臺中地檢署主任檢察官，臺北地檢署檢察長、桃園地檢署檢察長、臺灣高等法院高雄分院檢察署檢察長、嘉義地方法院法官、法務部政務次長、臺灣高等法院檢察署檢察長等。現為律師。父親為臺東縣小學校長。
陳守煌於臺中市就讀臺中師專時，十九歲考取律師執照，二十歲司法官考試及格，震驚考試院，考試院因此修改規定為需年滿22歲才能參加司法官考試。
九月政爭時被牽連，離開檢察長一職，改任最高檢察署檢察官。2016年退休，婉拒蔡英文政府的大法官提名，與六名轉任律師的資深退休司法官合夥開設律師事務所。

## 涉入九月政爭由來
2013年9月，中華民國總統兼國民黨主席馬英九以監聽証據，表示立法院長王金平為立法委員柯建銘司法關說，故開除王金平黨籍，欲使其失去立法院長資格，是為九月政爭。
特偵組認為，時任臺灣高等法院檢察署檢察長的陳守煌接獲指示，命屬下檢察官林秀濤放棄上訴。陳守煌則加以反駁，並痛批特偵組知法玩法。
9月6日，特偵組公布對王金平與民進黨立法院總召集人柯建銘的電話監聽記錄，在對話中，王金平向法務部部長曾勇夫表示，希望檢察官在柯建銘已獲高等法院判決無罪後，不要上訴。
高檢署檢察長陳守煌說絕未接獲法務部部長曾勇夫任何指示，並說王金平表示「一、二審檢察官常為上訴而上訴，有濫權之虞，檢察官不應為了卸責及道義而上訴，要有道德及勇氣不上訴」並提及立院同仁柯建銘的案子，「檢方要注意一下，勿為上訴而上訴。」陳守煌則要求林秀濤檢察官閱卷後依法處理，「該上訴就上訴，該不上訴就不上訴」，但在2013年9月15日年代《新聞面對面》節目中接受電話連線訪問，現場被新北市議員陳明義質問「明明有8、90個檢察官，為什麼你單單只找林秀濤檢察官轉達王院長『希望不要濫行上訴』的理念」時，竟脫口而出「因為案子（指柯建銘全民電通背信案）在林秀濤手上嘛！」，這句話則被外界質疑是說溜嘴，等於承認關說。
林秀濤亦批評特偵組曲解其証詞，她強調該案是因為沒有發現《刑事訴訟法》第377條「上訴於第三審法院，非以判決違背法令為理由，不得為之。」的情事，才決定不上訴。陳守煌並痛批特偵組知法玩法，「以刑事調查之名，行行政調查之實」，擅自公布通聯對話內容，違反《通訊保障及監察法》第18條「監察通訊所得資料，不得提供與其他機關（構）、團體或個人。」
12月，檢察官評鑑委員會認為陳守煌接受關說，建議給予處分警告一次。法務部長羅瑩雪不但給予警告，且改調陳守煌為最高檢察署當檢察官。陳成為臺灣司法史上，首名關說被拔職的檢察長，且是對手檢察總長黃世銘的直屬部下。國民黨立委王惠美表示，檢評會建議記警告，法務部卻「免職改調」，反觀檢評會建議黃世銘撤職，黃卻還在位，「法務部真的沒官官相護嗎？」民進黨立委吳宜臻認為：此為政治決定，羅瑩雪對黃世銘洩密、違法監聽充耳不聞，應下臺。

## 2020年辭任大同公司董事
2020年6月30日，以林郭文艷為首的大同公司派無視投保中心及股東反對，逕行將大量股份的投票權刪除，引發爭議。 陳守煌當選為大同公司董事後立刻表示辭任。

## 註腳
1. ↑  王金平柯建銘通話 監聽全文 （页面存档备份，存于）, 中央社, 2013/9/6
2. ↑  王獨向林秀濤「談理念」？ 陳守煌說溜嘴認「關說」？ 的存檔，存档日期2013-09-28., 中天新聞, 2013/9/18
3. ↑  20130915-年代新聞面對面 陳守煌說溜嘴認關說！, Youtube, 2013/09/17
4. ↑  陳守煌：未強迫林秀濤不上訴 （页面存档备份，存于）, 中央社, 2013/9/6
5. ↑  捲入關說案　陳守煌、林秀濤雙雙喊冤 （页面存档备份，存于）, NOWnews, 2013/9/7
6. ↑  曾勇夫關說？檢察官林秀濤：特偵組引用證詞，卻曲解意思 （页面存档备份，存于）, NOWnews, 2013/9/6
7. ↑  陳守煌找她談柯案「並非早就決定不上訴」 林秀濤：特偵組曲解我意 的存檔，存档日期2013-09-11., 自由時報, 2013/9/7
8. ↑  陳守煌：特偵組洩密 北檢應偵辦 的存檔，存档日期2013-09-21., 自由時報, 2013/9/9
9. ↑  政院速准 檢察長陳守煌免職, 蘋果日報, 2013/12/21日
10. ↑  .   [2020-06-30]. （原始内容存档于2020-06-30）.
11. ↑  .   [2020-06-30]. （原始内容存档于2020-06-30）.